# David HaNaggid
David HaNaggid (1212-1300) est un dirigeant communautaire égyptien de l’époque médiévale.

## Éléments de biographie
Fils d’Abraham Maïmonide et vraisemblablement nommé David en mémoire de son grand-oncle disparu corps et biens lors d’un voyage vers l’Inde, il reçoit la fonction de Raïs al-Yahoud à la mort de son père, en 1237 et l’assume jusqu’à son décès, avec une interruption de cinq ans: il décide de s’installer à Akko en 1285 mais doit retourner en Égypte en 1291, après la destruction de la ville par les Mamelouks. Il est enterré à Tibériade, près du lieu de sépulture de son grand-père, Moïse Maïmonide. Sa stèle funéraire est découverte en 1922 et transportée au musée juif de la communauté cairote, sise à la synagogue Cha'ar HaChamaïm du Caire.

## Œuvre
Il est l’auteur de plusieurs ouvrages dont certains demeurent inédits en 2019:
- Midrash David, un recueil de sermons sur les sections de lecture hebdomadaires des deux premiers livres de la Bible. Rédigés en judéo-arabe, ils étaient couramment lus lors des chabbat, après l’office de min’ha
- Midrash David, un ouvrage homonyme qui commente le traité des Pères
- un commentaire sur le Livre de l’Enfant, un recueil d’eschatologie juive.